# Campanile a vela
Il campanile a vela è un particolare tipo di campanile.

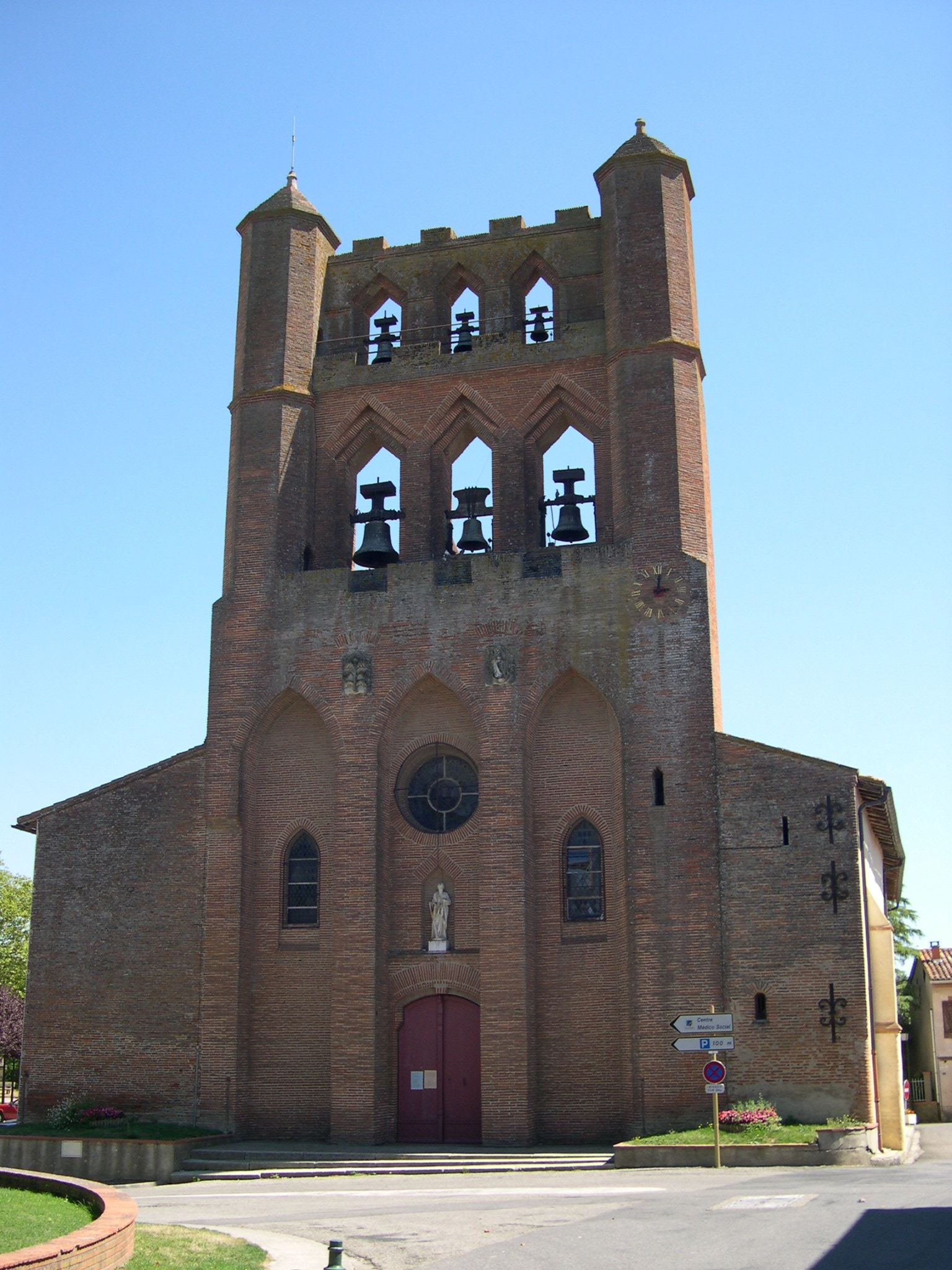
Il campanile a vela della chiesa di Montgiscard

Si tratta di una sottile struttura muraria elevata al di sopra della copertura di una chiesa o di un palazzo e aperta mediante una o più luci, dove sono ospitate piccole campane, mosse per mezzo di una fune; generalmente questa struttura, di dimensioni modeste, può essere sormontata da timpano e frontone, e inoltre, a partire dal Rinascimento, può essere raccordata al corpo dell'edificio principale con volute lungo i fianchi laterali e altri elementi di decoro.
L'assenza di cassa di risonanza e la struttura semplice fanno sì che non sia possibile alloggiare in questo tipo di campanile grandi campane, né che il suono giunga a grande distanza.
Fu in auge durante il periodo romanico e gotico, soprattutto nelle chiese minori, proprio per la sua semplicità di realizzazione, o nelle architetture francescane al fine di evitare ostentazione.
Tra la seconda metà del Cinquecento e fino al Settecento i campanili a vela trovarono ampio risalto nei palazzi civili, come nel caso del Palazzo Montecitorio, il cui elegante campanile fu progettato da Carlo Fontana.

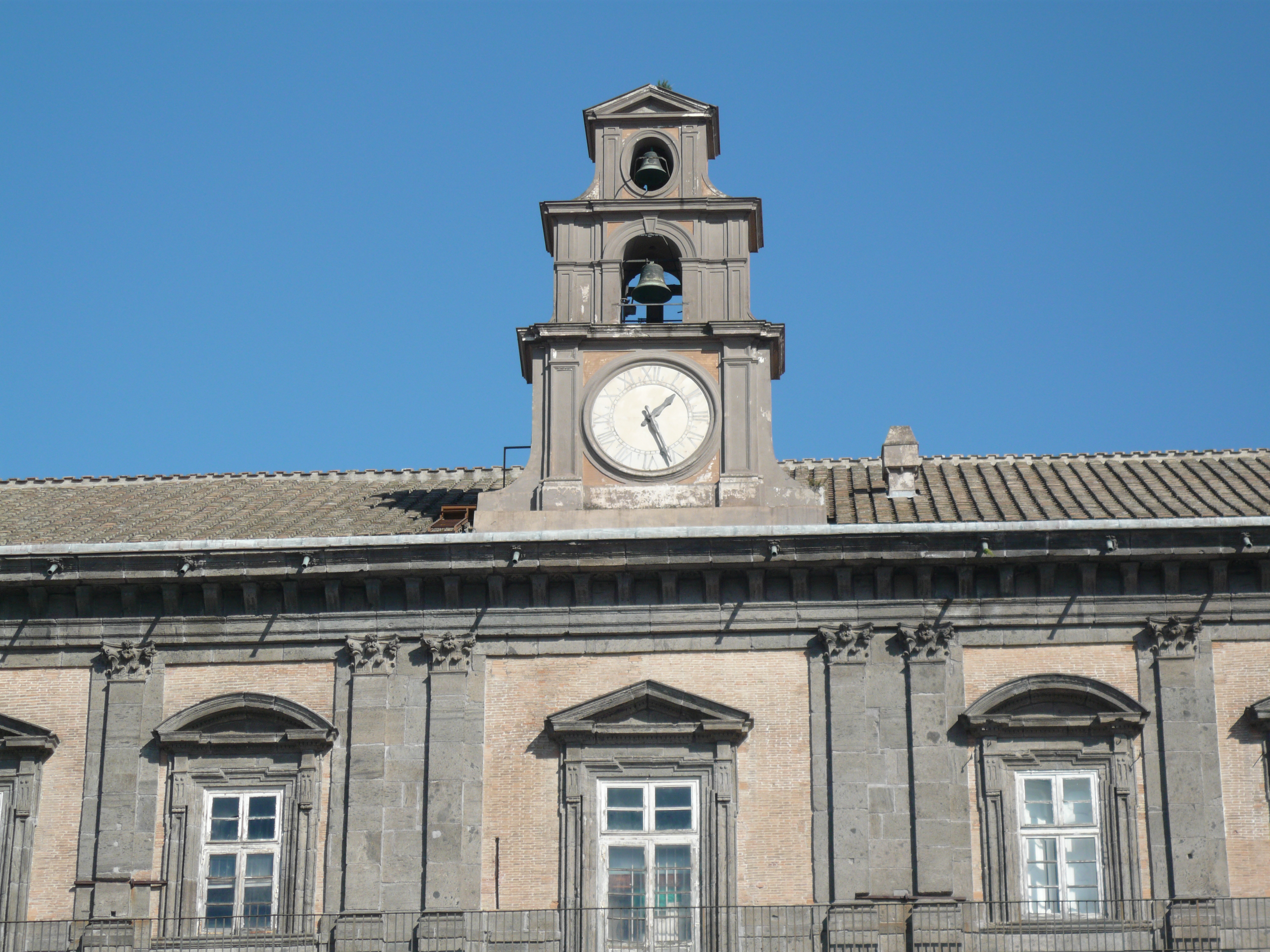
Campanile del Palazzo Reale di Napoli
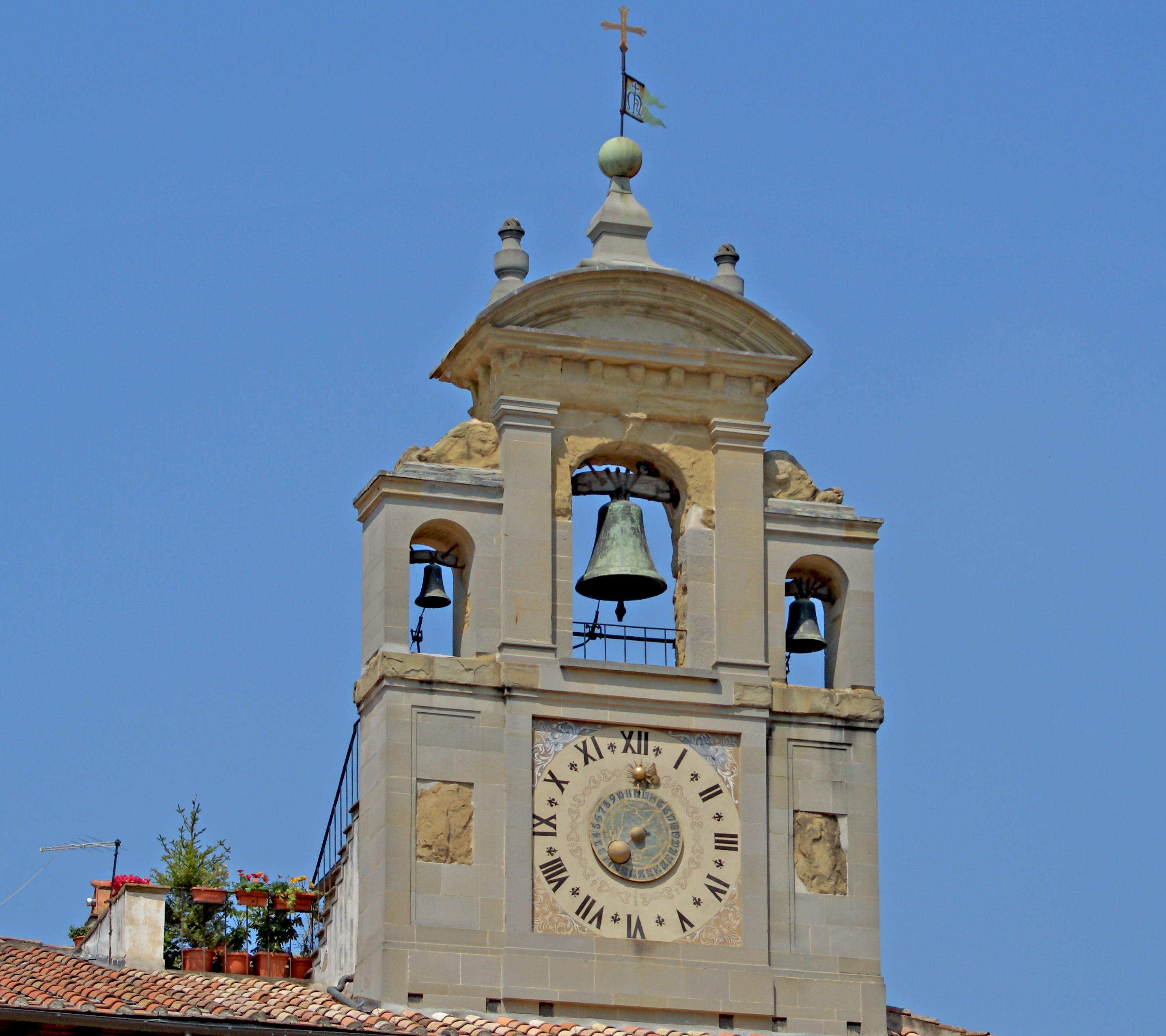
Campanile del Palazzo della Fraternita dei Laici ad Arezzo
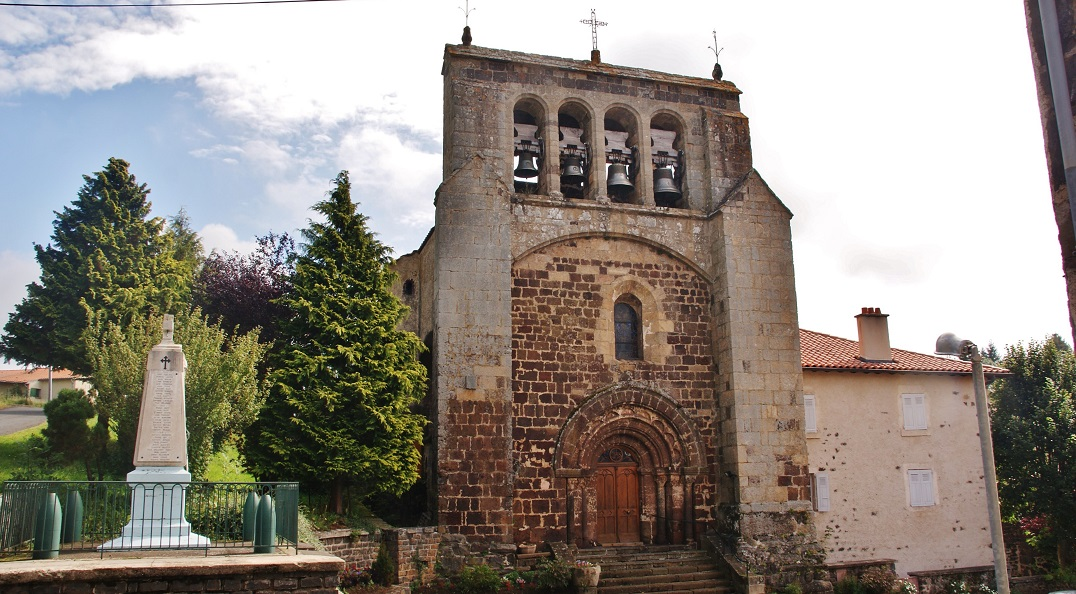
Campanile a vela della chiesa romanica di San Felice a Landos (Francia)
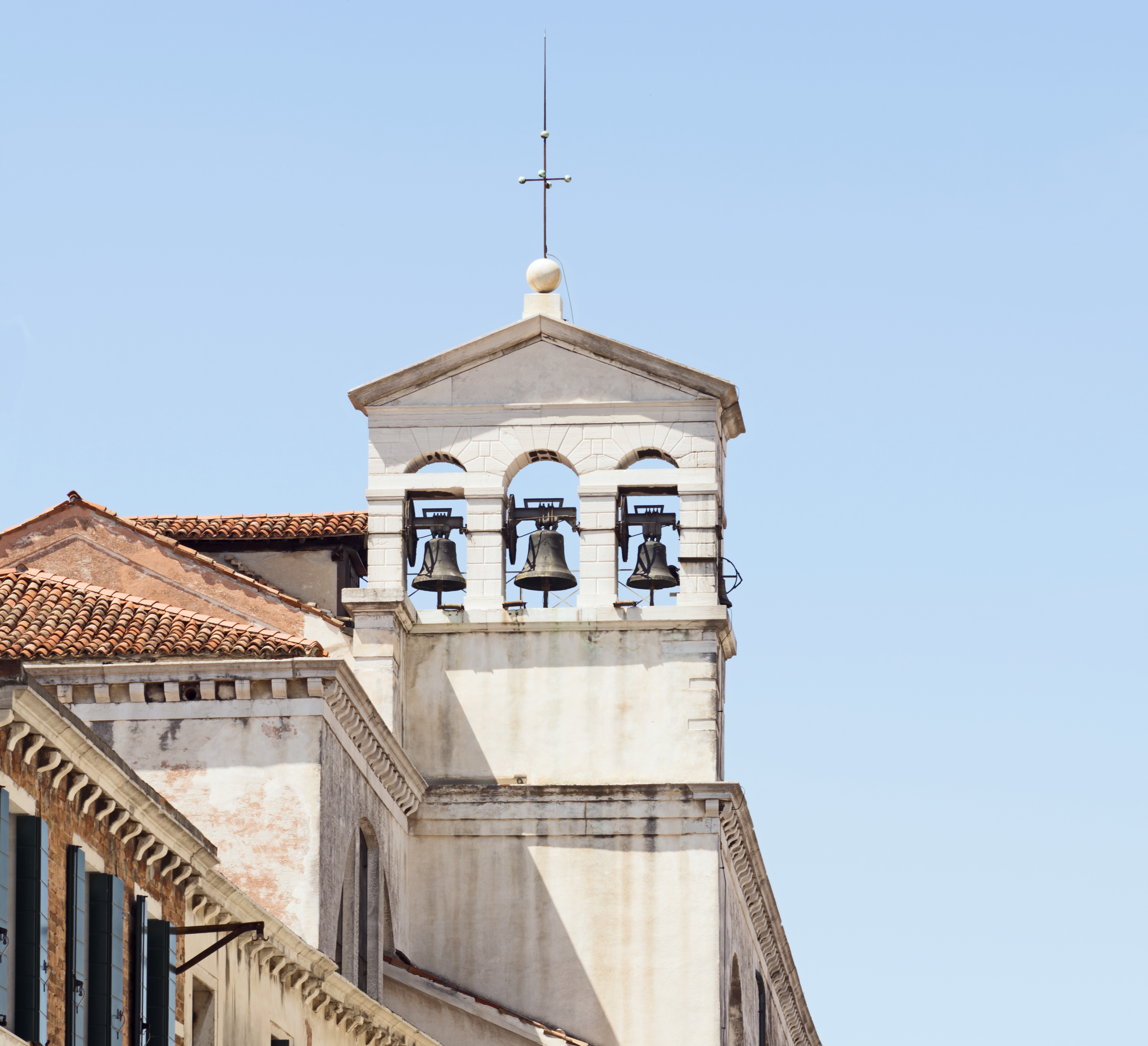
San Marziale a Venezia
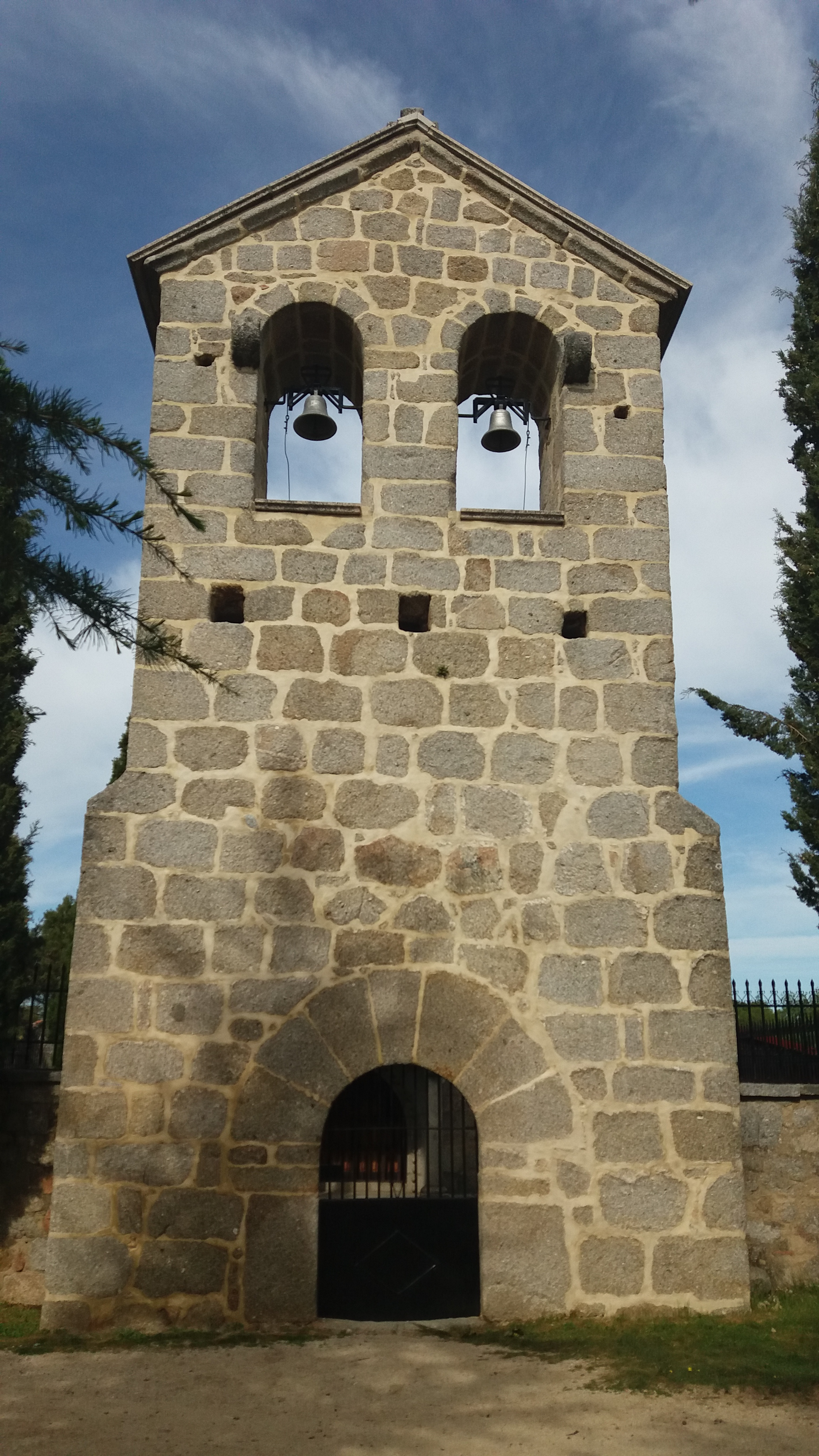
Eremo di Valmayor Valdemorillo (Spagna)
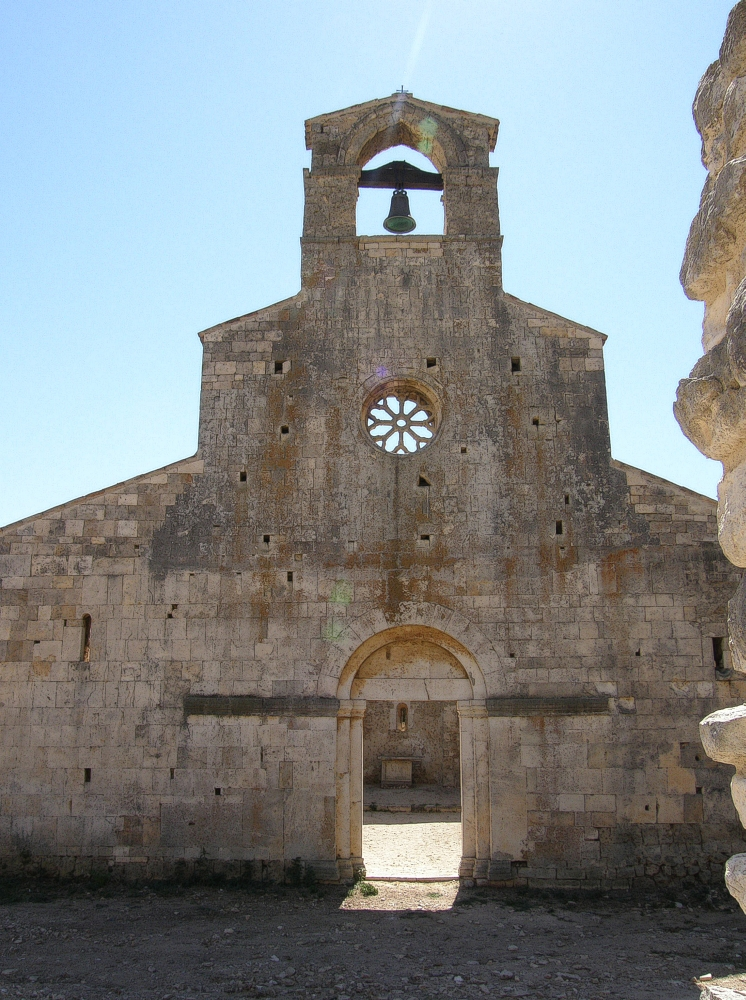
Santa Maria di Cartignano a Bussi sul Tirino